# Real Torino Hockey Club
Il Real Torino Hockey Club è una società sportiva di Torino che svolge la propria attività nell'hockey su ghiaccio maschile e femminile e nell'hockey in-line.

## Storia
Il 4 agosto 2001 un gruppo di appassionati di hockey di Torino fondò il Real Torino Hockey Club, società coinvolta sia nell'hockey su ghiaccio che nell'in-line.
I risultati migliori si sono avuti nell'hockey in-line, dove già nei primi anni di attività numerosi titoli interregionali hanno coronato la storia della giovane società; ottimi piazzamenti si sono avuti anche nei campionati interregionali maschili nell'hockey su ghiaccio, con la squadra che ha vinto due titoli di serie D; mentre nell'hockey su ghiaccio femminile la squadra ha lottato per il titolo in più occasioni, perdendo la finale playoff 3 volte consecutive.

## Hockey su ghiaccio maschile
La compagine si è iscritta per la prima volta alla serie A2 nella stagione 2008-09, dopo che un'altra squadra torinese, l'All Stars Piemonte, rinunciò all'iscrizione.
Dopo una richiesta di proroga sui termini il Real si iscrive regolarmente anche alla serie A2 per la stagione 2010/2011, disputando quindi il suo terzo campionato consecutivo in cadetteria.
Per la stagione 2011/2012 viene invece comunicata la rinuncia all'iscrizione al campionato di Serie A2, con la squadra che non si iscrive nemmeno in Serie C, ma in D. Proprio nella stagione 2011/2012 ed anche nella successiva stagione 2012/2013 vince il campionato di serie D, campionato che rivince anche la stagione seguente (sebbene rinominato serie C). Dopo diverse stagioni nella terza serie , non partecipa alla stagione 2023/2024.

### Cronistoria
- 2001: Fondazione
- 2008/09 - 8° in serie A2. Regular Season: 8º Posto.
- 2009/10 - 7° in serie A2. Regular Season: 5º Posto.
- 2010/11 - 8° in serie A2. Regular Season: 8º Posto.
- 2011/12 - Campioni interregionali in serie D.
- 2012/13 - Campioni interregionali in serie D.
- 2013/14 - Campioni interregionali in serie C e 2° in Coppa dei Comitati Serie C
- 2014/15 - 2° in serie C e 3° in Coppa dei Comitati Serie C.
- 2015/16 - Campioni interregionali in serie C e 3° in Coppa dei Comitati Serie C
- 2016/17 - sconfitti alle semifinali in serie C
- 2017/18 - sconfitti ai quarti di finale nella Italian Hockey League - Division I 2017-2018
- 2018/19 - sconfitti ai quarti di finale nella Italian Hockey League - Division I 2018-2019
- 2019/20 - non accedono ai play-off nella Italian Hockey League - Division I 2019-2020
- 2020/21 - sconfitti ai quarti di finale nella Italian Hockey League - Division I 2020-2021
- 2021/22 - sconfitti ai quarti di finale nella Italian Hockey League - Division I 2021-2022
- 2022/23 - sconfitti ai quarti di finale nella Italian Hockey League - Division I 2022-2023

## Hockey su ghiaccio femminile
Un anno dopo la squadra maschile, anche la squadra femminile dell'All Stars Piemonte, al termine del campionato 2008-09, rinunciò alla iscrizione al campionato. La sezione femminile del Real Torino, nata nel settembre del 2009 ne ereditò di fatto il posto. 
La società decide di non partecipare al campionato 2015-16; solo nella stagione 2024-2025 si iscriverà nuovamente.

### Cronistoria
- 2009: Fondazione
- 2009/10 - 3º in serie A
- 2010/11 - 2º in serie A
- 2011/12 - 2º in serie A
- 2012/13 - 2º in serie A
- 2013/14 - 2º in serie A
- 2014/15 - 2º in serie A
- 2015-2024 - non presente
- 2024/25 - in IHLW